# Crawley
Crawley () è una municipalità e distretto del Regno Unito nella contea inglese del West Sussex.
Si trova a 45 km a sud di Londra, 29 km a nord di Brighton e 51 km a nord-est di Chichester.
Copre un'area di 44,96 km² e ha una popolazione, stimata al 2018, di 112 448 abitanti.
La zona venne abitata fin dai tempi dell'Età della Pietra, e, come centro di produzione del ferro sin dall'età degli Antichi Romani. Nel XIII secolo Crawley si è sviluppata come città mercato a servizio dei villaggi circostanti del Weald. La sua posizione, sulla strada che da Londra porta fino a Brighton, ha incoraggiato la costruzione di alberghi e locande per la sosta e il ristoro dei viaggiatori. Tra il 1840 ed il 1850 era collegata con le ferrovie principali esistenti all'epoca. La presenza, nelle vicinanze, dell'aeroporto di Gatwick, uno dei più grandi della Gran Bretagna e costruito negli anni quaranta, incoraggia la crescita industriale e commerciale della città. Dopo la seconda guerra mondiale venne progettato di spostare migliaia di persone da Londra verso le città del sud-est dell'Inghilterra: Crawley era una di queste, per cui la città godette di un consistente incremento della popolazione nei decenni a seguire a causa di questo spostamento.
La città è suddivisa in 13 quartieri, tra cui il centro, costituito dalla vecchia città mercato del XIII secolo, ed è comunicante con il resto dell'Inghilterra tramite arterie stradali principali e linee ferroviarie. Le città di Ilfield, Pound Hill e Three Bridges, sono state, nell'arco di alcuni decenni inglobate nella città. Nel 2008 si espanderà ulteriormente verso ovest e nord-ovest aiutata dal consiglio comunale della città di Horsham. Economicamente è il più grande centro industriale e di lavoro tra Londra e la costa meridionale inglese.
Una grande zona industriale ospita aziende e servizi di diversi tipi collegati in un modo o nell'altro all'aeroporto di Gatwick, mentre il settore commerciale e di vendita al dettaglio è in continua espansione.

## Storia

### Origini
I primi insediamenti della zona probabilmente risalgono al periodo Mesolitico. Sono state rinvenute, a sud-ovest della città, delle selci appartenenti alla Civiltà di Horsham. Sono stati trovati inoltre, anche attrezzi, tumuli sepolcrali e spade del Neolitico e dell'Età del Bronzo.. Crawley si trova nel confine occidentale dell'High Weald, una zona ricca di miniere, che ha prodotto ferro per più di 2000 anni. A Goffs Park, un giardino pubblico situato nella parte meridionale della città, sono state ritrovate due fornaci risalenti all'Età del Ferro. L'estrazione del minerale e la sua lavorazione sono poi continuate fino al periodo degli Antichi Romani, in particolare nella zona di Broadfield, dov'erano state costruite molte fornaci.
Nel V secolo i Sassoni chiamarono la zona Crow's Leah - il cui significato è: "radura infestata dai corvi", o "bosco dei corvi". Il nome mutò fino alla forma attuale che comparse per la prima volta durante i primi anni del XIV secolo. Nel Medioevo anche i paesi più piccoli ebbero l'opportunità di organizzarsi in autonomia, per esempio la chiesa di Worth è risalente ad un periodo tra il 950 al 1050..
Anche se la cittadina di Crawley non fu menzionata nel Domesday Book del 1086, nel censimento dell'epoca erano già menzionate le cittadine di Ilfield e Worth.. Le prime notizie ufficiali si hanno nel 1202 in un documento in cui il Re Giovanni concede il permesso per la realizzazione di un mercato, che si terrà ogni mercoledì.. Da tale iniziativa Crawley crescerà lentamente d'importanza e di grandezza per i successivi 2 o 3 secoli, con un culmine nel XVIII secolo e precisamente nel 1770, con la costruzione della strada a pedaggio che collega Londra a Brighton, diventando così un punto di sosta e di ristoro per i ricchi londinesi. Nel 1839 ogni ora le carrozze-diligenze percorrevano la strada che conduce da Londra a Brighton e da Brighton a Londra.. In questo periodo il The George, un edificio in legno risalente al XV secolo, venne ristrutturato in un grande albergo, negli anni a venire, venne costruito ed annesso un altro edificio alla struttura alberghiera proprio nel bel mezzo dell'ampia High Street, poi demolito negli anni 1930. Esso divenne quindi il George Hotel, attrezzato con una sala conferenze, 84 camere da letto, e con molti particolari dell'epoca tra i quali un camino del XVI secolo.
La chiesa più antica di Crawley è la St John the Baptist's, situata tra High e Broadway Street. Edificata nel XIII secolo, ha subito nel corso del tempo diverse ristrutturazioni, specialmente nel corso del XIX secolo. La chiesa ha un campanile del XV secolo, ricostruito nel 1804, originariamente dotato di 4 campane, fatte poi fondere nel 1724, 2 di esse sono state rimpiazzate nel 1742 dalla ditta Thomas Lester of London. Nel 1880 una nuova serie di 8 campane venne fatta installare dall'azienda Gillett, Bland & Company di Croydon.

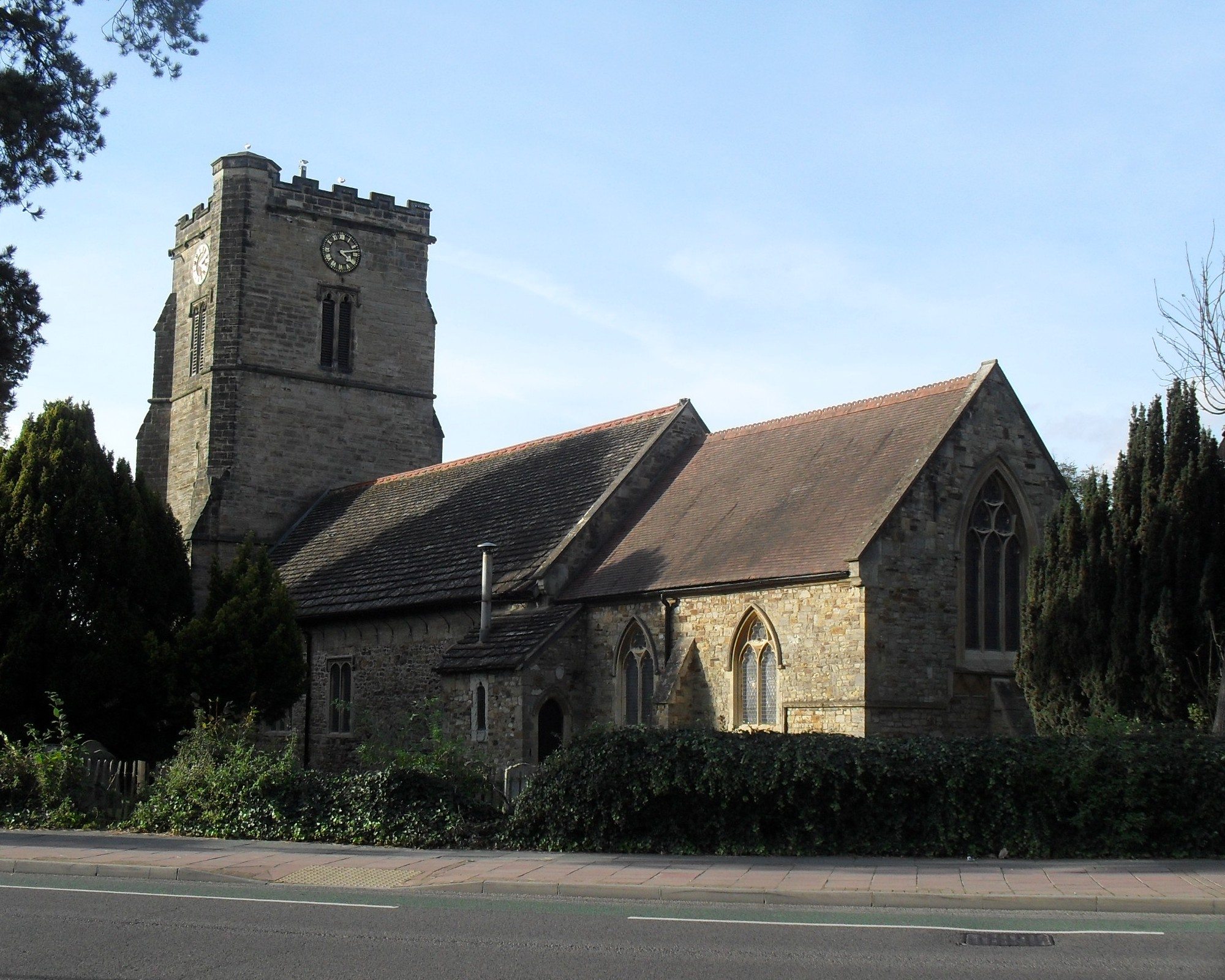
St John the Baptist's Church

### L'età vittoriana e la prima metà del XX secolo
La linea principale di Brighton è stata la prima linea ferroviaria nella storia a servire la zona di Crawley. Una stazione fu aperta nella località Three Bridges, originariamente conosciuta con il nome Crawley Est, nell'estate del 1841. La Crawley railway station situata verso la fine dell'High Street invece fu inaugurata nel 1848 quando venne terminato il ramo ferroviario che da Horsham collegava la località di Three Bridges. Un'altra linea fu costruita nel 1855 per collegare verso est, East Grinstead. La stazione di Three Bridges, nel 1861, era diventata la stazione principale della zona, a tal punto che, un quarto della popolazione di questa località era occupata a lavorare per conto delle ferrovie dello stato. La Longley company, una delle più grandi imprese edili del sud-est dell'Inghilterra responsabile per la costruzione della scuola di Christ's Hospital, e dell'ospedale King Edward VII della città di Midhurst, traslocò nei paraggi della stazione nel 1881. Nel 1898 più di 700 persone erano impiegate nei pressi della stazione.

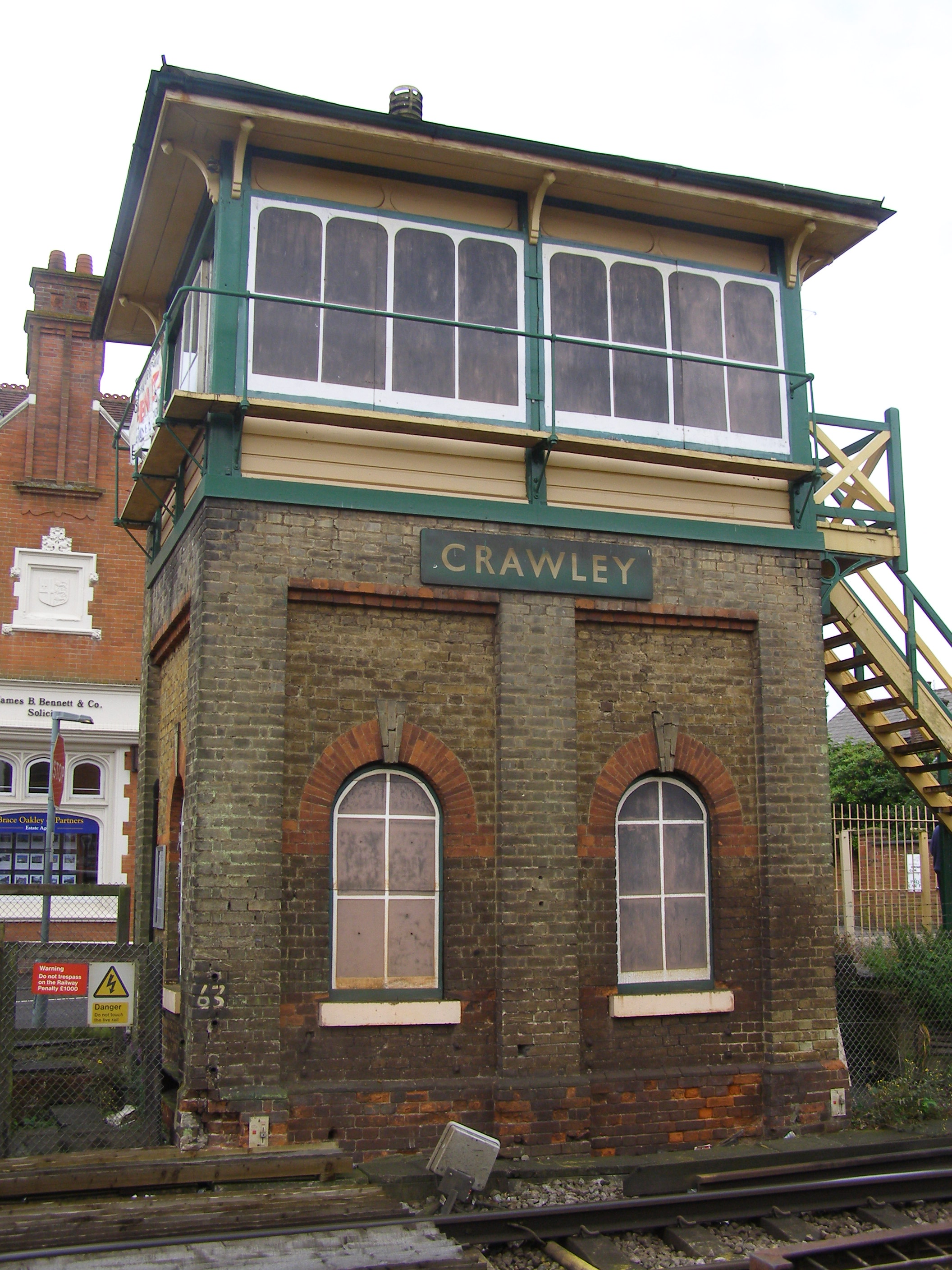
Cabina di manovra di Crawley nel 2008

Verso la fine del XIX secolo Crawley fu testimone di un grande incremento edilizio: una zona residenziale conosciuta con il nome di New Town, che non ha niente a che fare con gli sviluppi post-bellici della Seconda guerra mondiale, venne edificata, attorno ad un passaggio a livello, fino alla Brighton Road. Un'altra zona residenziale, la West Green, venne costruita ad ovest dell'High Street, collegata ad Ilfield. Altri alloggi sono stati costruiti accanto alla linea ferroviaria per raggiungere Horsham, oggi conosciuti con il nome di Southgate. La popolazione nel 1901 aveva raggiunto le 4.433 unità, quasi quadruplicata rispetto ai 1.357 del secolo precedente. Nella campagna attorno a Gatwick nel 1891 venne costruito un ippodromo per rimpiazzare il vecchio percorso ad ostacoli di Waddon a Croydon; l'ippodromo era usato, sia per la corsa ad ostacoli, che per le corse normali come il trotto, corse di velocità con i fantini ecc., ed ospitò il Grand National durante gli anni della prima guerra mondiale. L'ippodromo aveva la propria stazione ferroviaria lungo la linea che da Londra portava a Brighton. Durante la prima metà del XX secolo, molte proprietà terriere, manieri e case di campagna vennero frazionate in molte proprietà più piccole, incoraggiando uno sviluppo di zone residenziali e fattorie di campagna. Per l'inizio della prima guerra mondiale la città di Crawley si era sviluppata in una piccola ma prosperosa cittadina a servizio di un'ampia zona rurale e delle persone che passavano lungo la strada che da Londra portava a Brighton, la A23. Tre quarti della popolazione era connessa alla rete idrica, tutti i servizi commerciali e le case possedevano la luce elettrica, il gas era convogliato a tutta la città ed alle illuminazioni pubbliche per mezzo di tubazioni già da 50 anni. Un piccolo campo d'aviazione venne costruito nel 1930 nei campi adiacenti all'ippodromo. Questo era di proprietà privata fin quando, dopo la seconda guerra mondiale, fu reclamato dalla Royal Air Force.

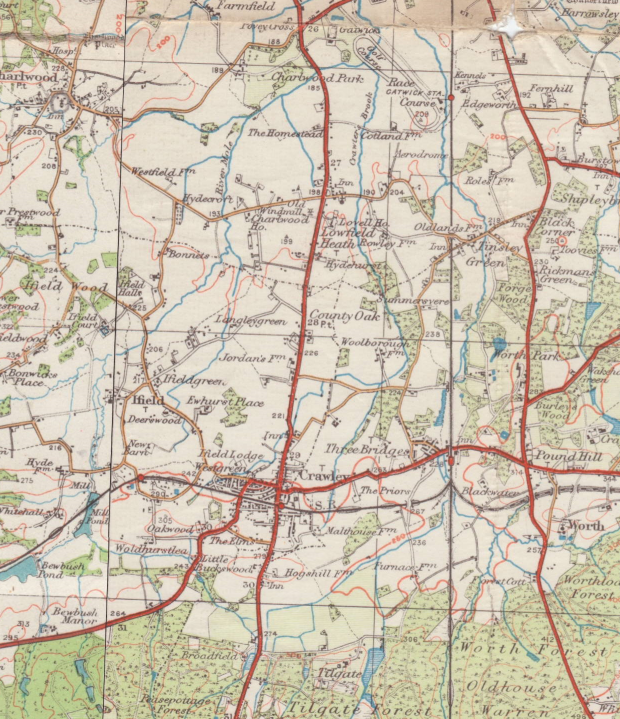
Mappa di Crawley nel 1932

### La nuova città
Nel 1946 il New Town Act 1946 ha identificato Crawley come località idonea ad ospitare una New Town, cioè una Nuova Città. Ufficialmente nominata per questo progetto nel 9 gennaio del 1947. I 239 km² destinati alla nuova città vennero individuati dai confini dell'East Sussex, West Sussex e del Surrey. L'architetto Thomas Bennett era a capo della Development Corporation, ovvero l'azienda per lo sviluppo della nuova città. I piani non vennero ufficialmente approvati fino al dicembre del 1947, nonostante fossero già stati progettati dall'architetto Anthony Minoprio. Essi prevedevano il riempimento, con nuove abitazioni, degli spazi tra le cittadine di Crawley, Ilfield e Three Bridges. Le previsioni di Bennett erano di una crescita della popolazione da 9.500 a 40.000 abitanti, in circa 15 anni.
I lavori per l'espansione della città iniziarono immediatamente. Il piano, per il 1949, prevedeva di avere 50.000 abitanti suddivisi in 9 circoscrizioni ed una zona industriale nord.. Piccole villette a schiera ed appartamenti con 3 camere da letto ciascuno formavano ogni singolo vicinato, che a sua volta aveva come centro di ritrovo una piazzetta formata da una chiesa, un bar, una scuola primaria ed un centro per la comunità. L'istruzione dal 10º anno di età in poi veniva fornita dalle scuole di Ilfield Green, di Three Bridges e di Tilgate. Negli anni a venire fu costruita un'altra scuola secondaria a Southgate.
All'inizio, nel centro-città, vi fu poco sviluppo, così i cittadini si affidarono ai negozi situati nell'High Street. Il progresso più importante si ebbe verso la fine degli Anni 1940 quando molti residenti si spostarono nel nuovo distretto di West Green. Nel 1950 l'allora erede al trono, la Principessa Elisabetta, venne a inaugurare la nuova zona industriale denominata, Manor Royal. I lavori di costruzione continuarono per tutto il resto degli Anni 1950 nei siti di West Green, Northgate e Three Bridges, e più tardi anche nei siti di Langley Green, Pound Hill ed Ilfield. Nel 1956 il terreno nella località di Tilgate East, venne assegnato ad uso residenziale divenendo il nuovo quartiere di Furnace Green.
Le aspettative per l'eventuale popolazione furono riviste diverse volte. Nel 1949 si credeva che per il 1956 la popolazione avrebbe raggiunto le 50.000 unità ma poi il numero aumentò a 55.000. Il Ministero per la Progettazione delle Città e della Nazione ne prevedeva invece 60.000. Invece piani del 1961 prevedevano la crescita dai 70.000 ai 120.000 individui per il 1980.
Altri negozi vennero costruiti a est dell'High Street. La prima fase di espansione ad essere completata fu la cosiddetta The Broadwalk nel 1954. Nel 1958 la regina inaugurò i lavori per la fase Queen's Square. Infine la stazione ferroviaria di Crawley venne spostata ad est, verso il nuovo sviluppo cittadino.

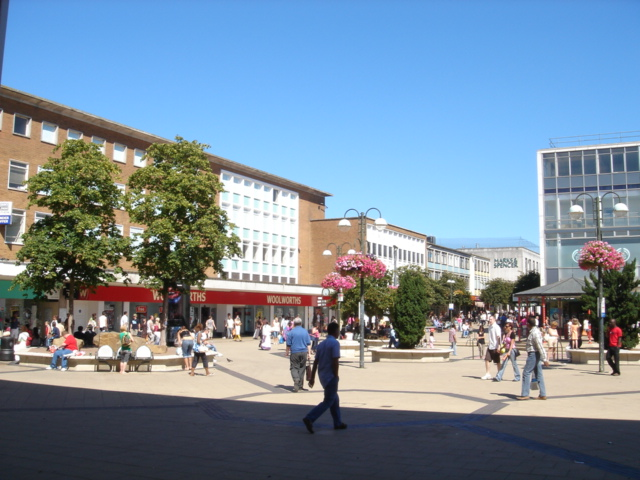
Queen's Square nel centro cittadino

Per l'aprile del 1960, quando Thomas Bennett presentò il suo ultimo progetto come presidente della Development Corporation, la popolazione della città aveva raggiunto le 51.700 unità con 213 km² quadrati di zona industriale in cui lavoravano 21.800 persone, di cui il 60% lavorava in fabbrica e solo 70 risultavano disoccupate. La Development Corporation aveva pensato a costruire 10.254 alloggi, mentre aziende di muratori privati ne avevano costruiti altri 1.500. Entro l'aprile del 1960, a 440 inquilini, fu finalmente concesso il permesso di comperare le loro abitazioni.

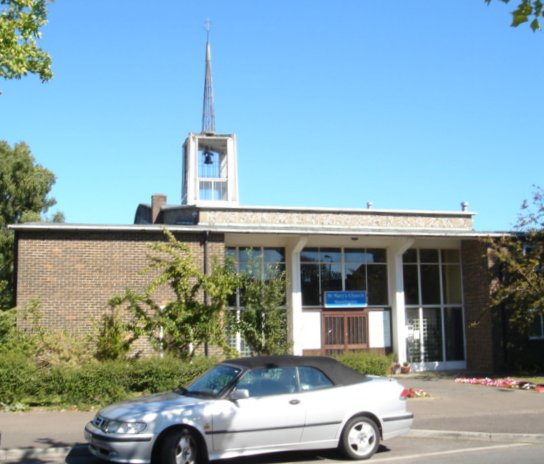
Una delle chiese del quartiere: la St Mary's in Southgate

Uno nuovo piano di ampliamento urbano, nel 1961, fu sottoposto dal Consiglio delle Contea del West Sussex. Questo piano proponeva altre zone residenziali tra il paese di Broadfield e di Bewbush, entrambi situati fuori dal potere amministrativo dell'allora Consiglio del Distretto Urbano. I piani furono sottoposti in dettaglio per la fine degli anni 1960 ed i lavori iniziarono verso l'inizio degli anni 1970. Inoltre un'altra espansione di zone residenziali venne iniziata nel 1974, sempre nella località di Bewbush. Il progetto originale di 9 quartieri fu largamente superato e le case costruite potevano alla fine ospitare più di 23.000 cittadini. Altri lavori furono eseguiti anche ad Ilfield West nella periferia ovest della città.
Per il 1980 il comune ha denominato la località di Maidenbower, a sud di Pound Hill, idonea per la costruzione di un altro quartiere ed i lavori iniziarono nel 1984. Questa volta furono eseguiti da società private, essendo il comune proprietario di tutte le ditte di costruzione.

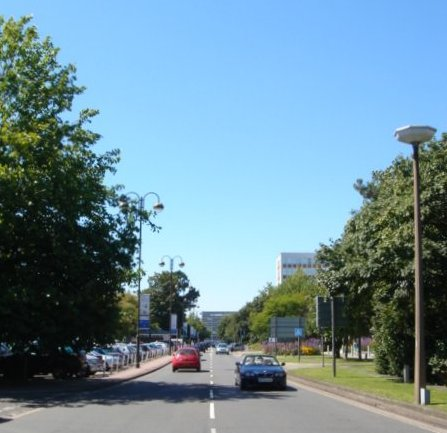
Il Boulevard, la strada principale che separa la zona delle vendite al dettaglio e dei negozi dalle zone residenziali di Crawley

Nel 1999 furono annunciate nuove pianificazioni per l'espansione della città verso la località di Tinsley Green, a nord-est della città. Tuttavia i lavori vennero fermati per una probabile espansione verso l'aeroporto di Londra-Gatwick. Nel 2008 era in atto una discussione con il comune di Horsham per una nuova espansione della città verso questa località, visto che i terreni su cui si dovrebbe costruire il vicinato sono di attuale proprietà del comune di Horsham. Dopo l'approvazione per la realizzazione del nuovo quartiere, nel 2011 vennero avviati i lavori, divenendo così il 14º quartiere della città, chiamato Forge Wood, dall'antico bosco che è racchiuso all'interno dell'abitato. Dopo un arresto temporaneo, quando è stata annunciata una possibile espansione dell'aeroporto di Gatwick, i lavori hanno ripreso nel 2015. Lo sviluppo di un altro quartiere è iniziato nel 2012 sul lato occidentale di Crawley, nel distretto di Horsham, chiamato Kilnwood Vale. Mentre, nello stesso periodo, un progetto per una nuova stazione ferroviaria è fallito.

## Amministrazione
Il Consiglio del Distretto Urbano di Crawley venne formato nel 1956 dalla parte del Distretto Rurale di Horsham che copriva la zona amministrativa della nuova città. La legge denominata il Local Governamet Act 1972 ha trasformato la città di Crawley da un semplice distretto a un vero e proprio borough (in italiano comune), una circoscrizione con poteri amministrativi, e dotata pertanto di un proprio sindaco.
Lo stemma della città, conferitogli nel 1957 dal College of Arms, venne modificato nel 1976. È formato da una croce centrale, che rappresenta la posizione della città proprio nel crocevia delle strade che vanno da nord a sud e da ovest a est. Lo scudo porta impresso 9 figure alate che rappresentano i principali 9 quartieri della città e la contea del Sussex. I leoni alati simboleggiano l'importanza che l'aeroporto di Gatwick ha per gli abitanti. Il motto "I Grow and I Rejoice", tradotto in italiano significa "Io cresco e me ne Rallegro", è tratto dalle Epistulae di Seneca il giovane.
Inizialmente il consiglio comunale lavorava in cooperazione con la Commissione per le Nuove Città in molti aspetti dello sviluppo, ma, dopo il 1976, molti progetti, come quelli per gli alloggi e dei giardini pubblici, vennero dati in affidamento esclusivamente al solo comune. I confini amministrativi del comune, nel 1983, si sono estesi a comprendere anche le località di Bewbush e Broadfield.
Il consiglio comunale è formato da 37 membri, 2 per ogni circoscrizione, o quartiere, per un totale di 15 circoscrizioni. Tutte le circoscrizioni condividono gli stessi confini dei quartieri o vicinati, solo due circoscrizioni sono ulteriormente suddivise: la circoscrizione Broadfield, suddivisa tra nord e sud, e la circoscrizione di Pound Hill suddivisa nei reparti di "Pound Hill Nord" e "Pound Hill Sud e Worth". Il consiglio è suddiviso in tre principali partiti. Nel 2008 la maggioranza del consiglio era del Partito Conservatore ed era formato da tre partiti:
| Partito politico    | Posti nel consiglio comunale |
| ------------------- | ---------------------------- |
| Conservatori        | 26                           |
| Labouristi          | 9                            |
| Liberal Democratici | 2                            |

Le amministrazioni precedenti del consiglio comunale, furono sempre condotte del Partito Laburista, fino al maggio 2006, quando i Conservatori vinsero le elezioni locali. Nel 2005 il politico che rappresenta la città di Crawley nel parlamento, Laura Moffatt, del Partito Laburista, ha vinto per solo 37 voti, un margine così piccolo non è stato mai registrato nella storia della costituzione Inglese. Oltre che rappresentare Crawley nel parlamento inglese, è anche Segretario Privato del Parlamento per il Segretario di Stato per la Salute Alan Johnson.

### Gemellaggi
Dorsten, Germania, dal 1973

## Geografia fisica

### Territorio
Crawley è situata alle coordinate, 51°06′33″N 0°11′14″W, (51.1092, -0.1872) nell'angolo nord-orientale della contea del West Sussex nel sud-est d'Inghilterra, a 45 km a sud di Londra, a 29 km a nord di Brighton e Hove. È circondato dalle cittadine di Horley, Redhill, Reigate, Dorking, Horsham, Haywards Heath e di East Grinstead. Il comune di Crawley è confinante con i distretti del Mid Sussex e di Horsham, i distretti di Mole Valley e di Tandridge e i comuni di Reigate e Banstead nella contea del Surrey.
Crawley giace nel Weald, tra i Downs del Nord e i Downs del Sud. Proprio sotto la città si incontrano due strati di roccia sedimentaria: le parti centrali e orientali della città, giacciono sullo strato di roccia arenaria di Hastings, mentre il resto della città ha le proprie fondamenta su un terreno con proprietà argillose derivante dalla zona del Weald. Una vena argillosa di argilla del Weald è stata trovata a formare una zona collinare sulla roccia arenaria, dello strato di Hastings, vicino a Tilgate.
Non vi sono grandi fiumi nella zona di Crawley, tranne alcuni ruscelli e torrenti che confluiscono con le acque del fiume Mole che a sua volta confluisce con il Tamigi vicino all'Hampton Court Palace a Londra. Vi sono diversi laghi nella zona di Tilgate Park oltre a un piccolo laghetto che rifornisce di acqua il caratteristico Mulino ad Acqua di Ilfield.
Nel 1822 il paleontologo, e raccoglitore di fossili dilettante, Gideon Algernon Mantell, trovò, nella foresta di Tilgate i resti di un gigantesco dinosauro, alcuni denti e ossa, che chiamò con il nome di Iguanodonte. Nel 1832, dopo avere trovato altri resti nella foresta di Tilgate, scopri una nuova specie di dinosauri denominati con il nome di Hylaeosaurus.

### Clima
La città di Crawley ha un clima temperato ed è classificata, secondo la Classificazione dei climi di Köppen, con la denominazione di Cfb. La temperatura media annuale è di 9,6 gradi centigradi, ed è affine a quella presente su tutto l'altopiano del Weald, ma leggermente più fredda di quella registrata nel centro della città di Londra e sulle coste del Sussex. Le precipitazioni sono considerevolmente più basse della media nazionale (838 mm, tra il 1971 e il 2000) e perciò meno umida del resto del paese. La stazione meteorologica più vicina è all'Aeroporto di Gatwick.
| Clima di Crawley e Gatwick | Clima di Crawley e Gatwick | Clima di Crawley e Gatwick | Clima di Crawley e Gatwick | Clima di Crawley e Gatwick | Clima di Crawley e Gatwick | Clima di Crawley e Gatwick | Clima di Crawley e Gatwick | Clima di Crawley e Gatwick | Clima di Crawley e Gatwick | Clima di Crawley e Gatwick | Clima di Crawley e Gatwick | Clima di Crawley e Gatwick | Clima di Crawley e Gatwick | Clima di Crawley e Gatwick |
| Mese | Gen                        | Feb                        | Mar                        | Apr                        | Mag                        | Giu                        | Lug                        | Ago                        | Set                        | Ott                        | Nov                        | Dic                        | Anno                       |                            |
| --- | -------------------------- | -------------------------- | -------------------------- | -------------------------- | -------------------------- | -------------------------- | -------------------------- | -------------------------- | -------------------------- | -------------------------- | -------------------------- | -------------------------- | -------------------------- | -------------------------- |
| 24-ore temperature medie °C (°F) | 3.8 (38,8)                 | 4.0 (39,2)                 | 5.8 (42,4)                 | 7.9 (46,2)                 | 11.3 (52,3)                | 14.4 (57,9)                | 16.5 (61,7)                | 16.1 (61,0)                | 13.8 (56,8)                | 10.8 (51,4)                | 6.6 (43,9)                 | 4.7 (40,5)                 | 9,6 (49,3)                 |                            |
| Precipitazioni mm (pollici) | 77.7 (3,1)                 | 51.1 (2,0)                 | 60.2 (2,4)                 | 54.1 (2,1)                 | 55.3 (2,2)                 | 56.6 (2,2)                 | 44.8 (1,8)                 | 55.6 (2,2)                 | 67.7 (2,7)                 | 73.2 (2,9)                 | 77.6 (3,1)                 | 78.9 (3,1)                 | 752,1 (29,6)               |                            |
| Pressione Atmosferica millibar (inHg) | 1007.0 (29,74)             | 1008.5 (29,78)             | 1006.6 (29,72)             | 1008.8 (29,79)             | 1007.4 (29,75)             | 1009.8 (29,82)             | 1010.2 (29,83)             | 1009.9 (29,82)             | 1010.3 (29,83)             | 1008.6 (29,78)             | 1009.4 (29,81)             | 1008.4 (29,78)             | 1008,7 (29,79)             |                            |
| Riferimento: WorldClimate ((Temperature data) (Dati Precipitazioni) (Dati Pressione Atmosferica) Temperature e Precipitazioni: 1961–1990 medie del. Pressione Atmosferica: 1971–1988 medie del. Derivati dal Global Historical Climatology Network (version 1). |                            |                            |                            |                            |                            |                            |                            |                            |                            |                            |                            |                            |                            |                            |

### Circoscrizioni, quartieri e vicinati
La città è suddivisa in 13 circoscrizioni, la cui architettura si presenta con diverse tipologie architettoniche: villette a schiera, villette separate, condomini a 3 piani, case dotate di terrazzo o giardino, oppure a bungalow. Non esistono grandi condomini invece, quasi ogni casa, ha il suo giardino o spazio verde e non sono mai posizionate sul ciglio della strada. Ogni vicinato possiede il proprio centro per la comunità, la propria chiesa, i propri negozi, scuola e giardini pubblici. Le intenzioni originali della Development Corporation era che ogni quartiere potesse disporre dei propri negozi per sopperire alle necessità di base, e per il resto degli acquisti, i cittadini dovevano affidarsi ai negozi del centro della città. Il numero di negozi destinato per ogni vicinato o quartiere doveva essere originariamente di 20, mentre in verità se ne sono solo stati costruiti un massimo di 19 nella circoscrizione di Langley Green e di solo 7 negozi nella circoscrizione nei pressi del centro di West Green.
Ognuno delle 13 circoscrizioni è identificato da un colore, presente in ogni cartello stradale che raffigura il nome di una strada.
|    | Numero sulla mappa | Nome           | Colore | Costruzione cominciata nel | Popolazione. |
| 1  | Langley Green      | Grigio         | 1952   | 7.286                      |              |
| 2  | Northgate          | Verde Scuro    | 1951   | 4.407                      |              |
| 3  | Pound Hill         | Arancione      | 1953   | 14.716                     |              |
| 4  | Maidenbower        | Blu            | 1987   | 8.070                      |              |
| 5  | Furnace Green      | Verde Chiaro   | 1960   | 5.734                      |              |
| 6  | Tilgate            | Rosso          | 1955   | 6.198                      |              |
| 7  | Broadfield         | Celeste        | 1969   | 12.666                     |              |
| 8  | Bewbush            | Marrone Chiaro | 1975   | 9.081                      |              |
| 9  | Ifield             | Voila          | 1953   | 8.414                      |              |
| 10 | West Green         | Blu Scuro      | 1949   | 4.404                      |              |
| 11 | Gossops Green      | Bordeaux       | 1956   | 5.014                      |              |
| 12 | Southgate          | Marrone        | 1955   | 8.106                      |              |
| 13 | Three Bridges      | Giallo         | 1952   | 5.648                      |              |

Ci sono zone che non hanno la denominazione di quartieri o vicinati ma sono comunque in associazione con la città di Crawley:
- La zona industriale del Manor Royal nel nord della città. I cartelli segnaletici delle strade e delle vie di questa zona hanno abbinato il colore della circoscrizione di Northgate, il verde, ma hanno anche scritto, su sfondo nero, la denominazione di "Industrial".
- I cartelli segnaletici delle strade e delle vie del centro della città non hanno abbinato alcun colore e sono posti su sfondo bianco, anche se questa parte di città è collocata nel sud del distretto di Northgate per cui i cartelli dovrebbero essere di colore verde.
- l'aeroporto di Londra-Gatwick è stato costruito sul sito dove un tempo sorgeva il Maniero di Gatwick, nei pressi del villaggio di Lowfield Heath, la cui maggior parte venne demolita durante l'espansione dell'aeroporto, ma l'antica chiesa di St Michael and All Angels Church è stata preservata[58]. Il sito di Lowfield Heath, adesso occupato da magazzini e da una piccola zona industriale, è situata a sud dell'aeroporto[59], tra la tangenziale e la statale A23, nei pressi della zona industriale di Manor Royal.
- Worth era originariamente un villaggio dotato di una propria parrocchia, civile e autonoma. Ma i lavori di costruzione compiuti a Pound Hill e Maidenbower, a est della città di Crawley, hanno riempito gli spazi tra le due cittadine: ora Worth si trova entro i confini urbani del comune di Crawley anche se rimane sempre un comune sotto l'amministrazione del distretto del Mid Sussex.

## Società

### Evoluzione demografica
| Anno | Popolazione |
| ---- | ----------- |
| 1901 | 4.433       |
| 1921 | 5.437       |
| 1941 | 7.090       |
| 1961 | 25.550      |
| 1981 | 87.865      |
| 2001 | 99.744      |

Secondo il censimento del 2001 la popolazione di Crawley era di 99.744 persone, il 13,2% della popolazione totale del West Sussex. La crescita della popolazione della città, circa il 1000% tra il 1951 e il 2001, è elevatissimo, molto più grande della crescita di altre città della stessa dimensione, come per esempio quella del vicino distretto di Horsham, cresciuta "solo" del 99%. La popolazione è, per varietà di etnie, più variegata del resto del West Sussex, dove la gente "non di razza bianca-britannica" è solo del 6,5% mentre nella città di Crawley è del 15,5%. Crawley è anche una città giovane: il 64,5% della popolazione ha meno di 45 anni contro il 55% del West Sussex. Le persone di etnia indiana sono il 4,5%, mentre quelle di etnia pakistana sono il 3%..
Il "borough" (cioè comune) ha una densità di popolazione di 22 persone per ettaro (54 persone per acro), la seconda per densità di tutta la contea del West Sussex, seconda solo al distretto di Worthing. La composizione sociale, il social mix, è nella media nazionale, circa il 50% sono classificati nella categoria sociale denominata, ABC1, anche se vi sono differenze sostanziali tra quartieri, da un 44% in quello di Broadfiled North ad un 75% di Maidenbower. I residenti di Crawley hanno studiato, complessivamente, meno della media nazionale; solo il 14% circa ha una qualifica di studio di livello 4, contro circa il 20% nazionale.

## Economia
| Percentuali dei posti di lavoro                                        | Percentuali dei posti di lavoro | Percentuali dei posti di lavoro |
| ---------------------------------------------------------------------- | ------------------------------- | ------------------------------- |
| Totale posti di lavoro                                                 | 79.700                          |                                 |
| A tempo pieno                                                          | 58.100                          | 72,9%                           |
| A tempo parziale                                                       | 21.600                          | 27,1%                           |
| Industrie manifatturiere                                               | 7 500                           | 9,4%                            |
| Edilizia                                                               | 1 800                           | 2,2%                            |
| Servizi                                                                | 70.100                          | 87,9%                           |
| Commercio, hotel, ristoranti                                           | 19.600                          | 24,6%                           |
| Trasporti e comunicazioni                                              | 23.900                          | 30,0%                           |
| Finanza, IT, e altre imprese d'affari                                  | 15.400                          | 19,3%                           |
| Amministrazione pubblica, educazione, addetti alle aziende ospedaliere | 9.600                           | 12,1%                           |
| Altri servizi                                                          | 1.600                           | 2,0%                            |
| Turismo                                                                | 6.600                           | 8,3%                            |

La città di Crawley, originariamente, era una città mercato. La Development Corporation aveva originariamente costruito la città per usi manifatturieri, usi ingegneristici e per realizzare una piccola zona industriale. La rapida crescita dell'Aeroporto di Londra-Gatwick ha incoraggiato lo sviluppo di nuovi magazzini, opere di logistica, posti di lavoro nel settore dei trasporti, dell'aviazione e nelle grandi aziende di distribuzione. Tutte queste nuove aziende connesse con l'aeroporto si sono poi consolidate con la formazione della società della Gatwick Diamond, sostenuta dalla S.E.E.D.A.. Il compito della società Gatwick Diamond è di provvedere a far sì che questa zona continui ad essere di interesse economico nazionale ed internazionale.
Fin dalla seconda guerra mondiale la disoccupazione di Crawley è stata fra le più basse della nazione. Nel 2003 soltanto l'1,47% della forza lavoro risultava essere disoccupata. Durante la grande espansione cittadina degli anni ottanta la disoccupazione della città risultava essere la più bassa nella nazione. Continui investimenti e crescita della città hanno fatto di Crawley una delle più importanti città d'affari e d'impiego della regione del sud-est d'Inghilterra.

### Industrie manifatturiere
Prima della fine della seconda guerra mondiale Crawley era già un modesto centro industriale. Le società di muratori e falegnami impiegavano all'incirca sulle 800 unità e due società, la Longley's e la Cook's, avevano addirittura la propria fabbrica. Nel 1949, 1.529 persone lavoravano nella manifattura: principalmente nell'ingegneria di precisione e leggera e nella riparazione di aeroplani. Molte delle persone che lavoravano in questo settore erano altamente qualificate.
La costruzione della zona industriale per la nuova città doveva essere terminata relativamente presto, in quanto uno dei principali compiti della Development Corporation era di spostare le persone e i posti di lavoro fuori dalla città di Londra ormai danneggiata e sovrappopolata a causa della seconda guerra mondiale. Erano necessari nuovi posti di lavoro nell'industria, nuovi negozi, e nuovi alloggi dove una nuova comunità potesse stabilirsi per rimanere. La Development Corporation aveva il progetto di creare e sostenere una grande zona industriale di 267 acri, pari a 108 ettari, situata a nord-est. I vantaggi di questo sito erano diversi: era situato in una zona pianeggiante, era isolata da tutto, si trovava vicino alla linea ferroviaria che da Londra portava a Brighton, era nei pressi della strada A23 e della futura autostrada M23, c'era spazio per svincoli ferroviari per lo scarico e carico delle merci sui vagoni ferroviari, inoltre era presente una zona supplementare, adiacente, per un eventuale sviluppo futuro della zona industriale, situata dall'altra parte della ferrovia. L'allora principessa Elisabetta II del Regno Unito venne a inaugurare la prima parte di questa zona industriale il 25 gennaio 1950; la strada principale venne denominata, Manor Royal, come la denominazione della zona industriale stessa.
La Development Corporation voleva che questa zona industriale fosse dotata di una grande varietà di tipi di manifattura, cercando di attirare più aziende, ditte, società e fabbriche possibili con la promessa di grandi spazi per la costruzione dei propri edifici, con la possibilità di espandersi, oppure di affittare edifici già costruiti e pronti, potendo scegliere fra una grande gamma, di diverse specie e dimensioni.
Nonostante la mancanza di incentivi finanziari diretti, la zona industriale di Crawley fu subissata quasi subito di richieste di ditte e aziende, senza bisogno di messaggi pubblicitari, così che la Development Corporation poté scegliere fra le aziende candidate, quelle che più si avvicinavano all'esatto target di varietà aziendale desiderato, da situare nella zona industriale. Un anno dopo che il Manor Royal venne aperto, già 18 aziende si erano stabilite nella zona, di cui 4 con più di 100 impiegati e 1 ditta, con più di 1.000 lavoratori. Nel 1964, le aziende che si erano stabilite nella città, davano impiego a 16.000 persone, il progetto iniziale ne prevedeva soltanto tra 8.000 e 8.500. Nel 1978 sono state censite 105 aziende che davano impiego a 20.000 persone.

### Commercio e industria dei servizi
Poco dopo la guerra, il maggior numero di posti di lavoro erano nell'industria manifatturiera, ma a partire dagli anni sessanta si sviluppa il settore terziario, il settore dei servizi. La zona industriale di Manor Royal con la sua strategica posizione in fatto di raggiungibilità tramite autostrada, i suoi spazi, e la prossimità all'aeroporto di Gatwick, attraeva soprattutto ditte di ristorazione, di logistica, di magazzinaggio, di aziende addette alla distribuzione e servizi aeroportuali in genere, mentre la Development Corporation e altre aziende private possedevano uffici sparsi per la città. Lo spazio dedicato agli uffici era cresciuto da 5.100 m² nel 1965 a 42.100 m² nel 1984. La progettazione includeva anche nuove edifici per le seguenti ditte e imprese: la Westminster Bank parte della banca Natwest, la British Caledonian e l'ufficio del Paymaster-General, cioè l'Ufficiale pagatore,. Il palazzo di 5 piani adiacente alla stazione ferroviaria, completato nel 1968, viene usato principalmente dalla NHS Primary Care Trust di Crawley e da altre imprese più piccole.
Le imprese principali della città di Crawley nel 2008 sono: la Thales, la Doosan Babcok Energy, la GlaxoSmithKline, la Virgin Atlantic Airways e la sua agenzia di viaggi Virgin Holidays, la Barclaycard e l'Ufficio del Paymaster-General. La British Airways ha preso il posto della British Caledonian, nel quartier-generale situato nel palazzo di "Astral Towers", vicino alla zona industriale del Manor Royal, dove ha inaugurato i suoi nuovi dipartimenti della British Airways Holidays e AIRMILES.

### Negozi e vendita al dettaglio
Anche prima dello sviluppo del progetto per la New City, Crawley era già una città dotata di diversi mercatini che rifornivano le campagne circostanti con beni di prima necessità: nel 1948 vi erano già ben 177 negozi,, 99 dei quali si trovavano sull'High Street. Prima che la Development Corporation aprisse altri due negozi a est dell'High Street e a nord della linea ferroviaria, i cittadini si affidavano a questi per l'acquisto di beni di prima necessità. I 23 negozi situati in strada Broadwalk, in Queen's Square e nelle strade circostanti ad essa, furono costruiti negli anni cinquanta. Queen's Square è una piazza pedonale circondata da grandi negozi, si collega all'High Street tramite la strada del Broadwalk, ufficialmente inaugurata nel 1958 dalla Regina Elisabetta II. Il nuovo centro della Nuova Città fu completato nel 1960, quando la città di Crawley era già un importante centro di esercizi commerciali, non più locale, ma regionale.
Negli anni sessanta e gli anni settanta furono aperte filiali dei grandi magazzini di Tesco, Sainsbury's e di Mark & Spencer. Anche se le aziende di costruzione non si sono attenute ai piani originali del 1975, venne comunque costruito un nuovo collegamento pedonale tra la piazza Queen's Square e la Haslett Avenue, chiamato, The Martlets. Il terreno situato tra questa zona e la linea ferroviaria fu venduto nel 1982 ad imprese operanti nel settore privato.. Nel 1992, sempre in questa zona, fu costruito un grande centro commerciale con una superficie di 41.800 m², chiamato County Mall, nel quale hanno aperto delle filiali i seguenti negozi: Debenhams, Boots, WH Smith, la British Home Stores e altri piccoli negozi e esercizi commerciali. Per servire questo nuovo centro fu costruita una nuova fermata dell'autobus, il percorso originale di diverse strate fu modificato, anche quello della A2220 Haslett Avenue, ed infine vennero demoliti alcuni edifici.
Nel 1993 fu messa in atto una strategia di rigenerazione per il centro cittadino, un progetto chiamato, "Centre Vision", I cambiamenti, messi in atto hanno incluso la costruzione di uno spazio di 4.600 m² di nuovi negozi da situare in Queen's Square e nella strada pedonale, The Martlets. Sono stati inoltre dedicati altri spazi per uno "sviluppo polifunzionale" nella parte sud dell'High Street, spazio originariamente occupato dalla Robinson Road, poi demolita, e la Spencer Road, recisa ed accorciata. Nel settembre 2003 ha aperto in questa zona, solo l'ipermercato ASDA. La Robinson Road, originariamente chiamata Church Road era il cuore della città di Crawley. Un secolo prima della sua demolizione si affacciavano su questa strada due cappelle, una scuola, un ospedale e un ufficio postale.
Sono in cantiere altri progetti per espandere il centro di Crawley verso il nord della città, nel terreno occupato dal Municipio e da diversi altri edifici. Gli edifici del consiglio comunale, il borough council, poi, dovrebbero essere trasferiti nella Sussex House in High Street, mentre l'attuale Boulevard dovrebbe poi essere trasformato in una larga strada pedonale dotata di diversi negozi. Un grande magazzino di 23.700 m², il John Lewis department store, dovrebbe poi aprire i battenti in questa zona, ed essere il principale dell'intera regione. Il programma denominato "Town Centre North" fu concepito per fare della città di Crawley la principale destinazione per gli acquisti degli abitanti dell'intera regione.

## Servizi pubblici
Il servizio d'ordine pubblico del distretto di Crawley fa parte della Polizia del Sussex e della divisione del North Downs suddivisa in tre settori: Crawley est, Crawley ovest e Crawley centro della città Una divisione separata serve l'aeroporto di Gatwick.. È presente una stazione di polizia nel centro di Crawley aperta 24 ore su 24, con un centro denunce aperto 16 ore, tutti i giorni, tranne a Natale. L'aiuto per le emergenze e i servizi antincendio è fornito alla città tramite i Vigili del Fuoco del West Sussex Fire and Rescue Service, dotato di una stazione situata nel centro della città. Il South East Coast Ambulance Service è responsabile per il servizio delle ambulanze e i servizi paramedici.
Il servizio ospedaliero dell'ospedale di Crawley, nella circoscrizione del West Green, è dotato della Primary Care Trust. Alcuni servizi sono forniti dal NHS Trust, incluso il presidio 24 ore su 24, nel pronto soccorso per le ferite urgenti e il pericolo di vita. La Healthcare Commission considera la contea scarsamente fornita di servizi sanitari pubblici.
Il servizio fognario e di scarico delle acque di Crawley è fornito dalla Thames Water. I cittadini della città di Crawley ricevono la loro acqua potabile dall'azienda Southern Water, le zone a nord della città attorno l'aeroporto di Gatwick sono rifornite di acqua dalla Sutton & East Surrey Water, infine il rifornimento idrico nella circoscrizione del Maidenbower è fornito dalla South East Water.
I EDF Energy Networks e la Distribution Network Operator sono responsabili alla distribuzione elettrica. La distribuzione del gas è fornita dalla Southern Gas Networks che possiede e gestisce la South East Local Distribution Zone.
La distribuzione dei vari servizi pubblici è stata realizzata con la cooperazione delle autorità locali, mentre la cittadina era in rapida crescita negli anni cinquanta e sessanta. Le autorità locali hanno provveduto all'apertura della stazione dei Vigili del Fuoco nel 1958, alle linee telefoniche, all'apertura della stazione di polizia e dell'ospedale nel centro della città nel 1961 e della stazione di ambulanze nel 1963.
I progetti per un nuovo ospedale nella zona di The Hawth sono stati abbandonati, e al suo posto è stato ingrandito l'attuale ospedale situato nel quartiere del West Green. Il gas è trasportato nella città tramite un metanodotto, da Croydon, a 32 km di distanza, ed un deposito strategico di gas è stato costruito a Redhill, mentre l'acqua giunge alla città sia dal bacino idrico di Weir Wood, situato a sud di East Grinstead, che da un altro laghetto, situato nella zona del Pease Pottage.
Nel dicembre del 2008 la vecchia biblioteca comunale, situata vicino agli edifici dell'amministrazione comunale, oramai diventata troppo piccola per il fabbisogno della città, è stata trasferita nel nuovo edificio a 3 piani situato nella Southgate Avenue.

## Infrastrutture e trasporti
Lo sviluppo iniziale di Crawley come grande centro commerciale della zona era dovuto alla strategica posizione della cittadina situata vicino all'autostrada, che da Londra porta a Brighton. La zona è stata collegata alla rete ferroviaria nella metà del XIX secolo; fin dalla creazione della New Town venne creato un allacciamento alla rete autostradale, una rete di servizi di trasporti pubblici, corriere e autobus, un sistema moderno di trasporti pubblici, i cosiddetti, guided bus e la fondazione di un aeroporto che è diventato il più grande d'Inghilterra.

### Strade

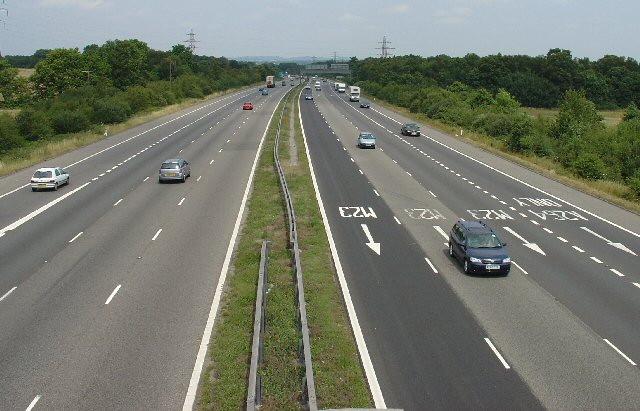
L'autostrada M23 tra i caselli 9 e 10

All'inizio la strada che da Londra conduceva a Brighton passava nel centro della città, ne rappresentava l'arteria principale, ed era conosciuta con il nome di High Street e Station Road. Con la riforma del Ministero dei Trasporti, tra il 1919 e il 1923, le venne assegnato il codice, A23. Nel 1939 venne realizzata una circonvallazione dotata di doppia carreggiata, mentre, nel 1975 il percorso della strada principale che da Londra porta verso Brighton fu spostato sull'autostrada M23. Questa circonvallazione serve anche da raccordo con la tangenziale-autostrada di Londra, la M25, nei pressi di Pease Pottage, a sud di Crawley. La strada originale, a singola carreggiata, con codice A23, tra il 1919 e il 1923, adesso è l'attuale A2219.
La M23 dispone di diversi caselli autostradali che interessano la città di Crawley: uno situato sulla A2011/A264 (casello 10) e l'altro vicino alla circoscrizione di Maidenbower (casello 10A). L'inizio dell'autostrada, nella località di Pease Pottage, è il casello numero 11. La strada a doppia carreggiata, la A2011, fa da raccordo per la A23, nella circoscrizione del West Green, e fornisce un collegamento al centro della città tramite la A2004. La A2220 segue il percorso della A264 attraverso la città, raccordando, direttamente, la A23 alla A264 nella località di Copthorne, da dove poi prosegue verso East Grinstead.

### Ferrovie
La prima linea ferroviaria ad attraversare la zona fu la Brighton Main Line, che, il 12 luglio 1841, andava da Londra a Haywards Heath, mentre il 21 settembre 1841 fu ulteriormente estesa, collegando Londra a Brighton. Questa linea aveva una stazione a Three Bridges, che al tempo era solo un piccolo villaggio a est di Crawley.
Una linea aggiuntiva verso Horsham (adesso parte della Arun Valley Line) fu costruita il 14 febbraio 1848 insieme a una stazione ferroviaria che dava sull'High Street di Crawley. Il 28 luglio 1968 fu costruita una nuova stazione nella zona a sviluppo commerciale dell'Overline House, per rimpiazzare quella vecchia del 1848. Le zone di prevendita dei biglietti e della piattaforma per il carico e scarico dei passeggeri occupano il piano terra dell'edificio.
La stazione di Ilfield è stata aperta il 1º giugno 1907, allora era chiamata Lyons Crossing Halt, nel 1930 prese il nome di Ilfield Halt e infine fu chiamata semplicemente Ilfield.
La stazione di Crawley collega la città con le stazioni di London Victoria, London Bridge, l'aeroporto di Gatwick, Croydon, Tunbridge Wells, Horsham, Littlehampton, Bagnor Regis, Chichester, Portsmouth e Southampton. Three Bridges ha collegamenti diretti per la città costiera di Brighton..

### Autobus e trasporto pubblico
I trasporti pubblici del Southdown Motor Services e della London Transport facevano ambedue tappa, e si incontravano, nella città di Crawley. Nel 1958 un accordo è stato siglato tra queste due compagnie di trasporti pubblici per prestare servizio ambedue nella zona del distretto di Crawley. Fin dalla sua fondazione, nel 1969, la compagnia nazionale inglese per i trasporti pubblici su autobus e corriere, la National Bus Company, la sua sussidiaria di Londra, la London Country Bus Services, aveva il controllo su diverse linee, tra le quali la Green Line Coaches, che raggiunge le località di Watford, Luton e Amersham. La prima fermata si trova sulla A23 a County Oak, nei pressi di Lowfield Heath: una regolare fermata tra Londra e le città sulla costa del Sussex. Quando l'aeroporto di Gatwick inizia a crescere, vennero realizzate nelle vicinanze adeguate fermate per gli autobus. A causa del fallimento della National Bus Company la città di Crawley fu costretta a rivolgersi ad un altro gestore di trasporti pubblici, la South West Division della London Country Bus Services, in seguito diventata parte del gruppo Arriva. Attualmente l'operatore principale dei trasporti pubblici di Crawley è la compagnia Metrobus che ha acquisito la gestione dalla vecchia compagnia Arriva nel marzo del 2001. L'operatore fornisce sia collegamenti tra i vari quartieri e il centro della città che percorsi a lunga distanza con le città di Horsham, Redhill, Tunbridge Wells, Worthing e Brighton.
Nel settembre del 2003 ha iniziato ad operare un servizio di guided bus, il Fastway, tra l'aeroporto di Gatwick e la zona di Bewbush. Il 27 agosto 2005 venne aggiunto un secondo percorso tra Langshott, la zona a nord di Horley, situata a nord dell'aeroporto di Gatwick, e Broadfield.

### L'aeroporto di Gatwick
L'aeroporto privato di Gatwick nasce nell'agosto 1930. Durante la seconda guerra mondiale fu usato come base di atterraggio e decollo per i caccia-bombardieri della RAF, e, nel 1946 ritornò al suo normale utilizzo a scopo civile. Negli anni quaranta vi furono proposte per la sua chiusura, ma negli anni cinquanta il governo annunciò avrebbe dovuto essere allargato per diventare il secondo aeroporto della città di Londra. Fu chiuso tra il 1956 e 1958 per lavori di ristrutturazione. La regina Elisabetta II lo inaugurò il 9 giugno 1958. Un secondo terminal, il North Terminal, fu costruito nel 1988. Esiste un accordo tra la BAA e il Consiglio della Contea del West Sussex di un progetto per la costruzione, da qui al 2019 di una nuova pista. Nel 2002 si tennero consultazioni da parte del Ministero dei Trasporti per la costruzione di altre piste e strutture di appoggio. Si arrivò all'accordo per cui non si sarebbe potuto espandere, entro i limiti consentiti dalle leggi antinquinamento, né l'aeroporto di Heathrow, né l'aeroporto di Gatwick.

## Sport e tempo libero

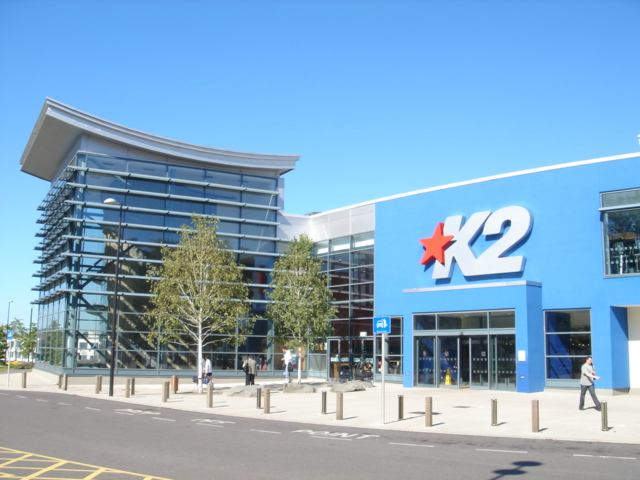
Il Centro Sportivo K2 di Crawley.

La principale squadra di calcio della città di Crawley è il Crawley Town F.C. Nasce nel 1896, nel 1949, si è poi spostata nel campo sportivo di Town Mead, adiacente agli altri campi delle circoscrizioni di West Green. Mentre la città si ingrandiva sempre di più, la squadra ha dovuto spostarsi nel 1997 in periferia, con la costruzione di un nuovo stadio, il Broadfield Stadium, ora di proprietà del comune di Crawley. Nella stagione del 2007/2008 la squadra di Crawley Town F.C. militava nella serie Blue Square Premier, la più alta serie di squadre non professioniste che non militano nella Premier League inglese. Vi sono altre due squadre di calcio locali, che militano nella Sussex County Football League: la Three Bridges F.C. e la Ilfield Edwards F.C.. Lo stadio della squadra di rugby della città, il Crawley Rugby Club, è situato nel quartiere di Ilfield,, mentre un campo da golf venne costruito nel 1982 a Tilgate Park.

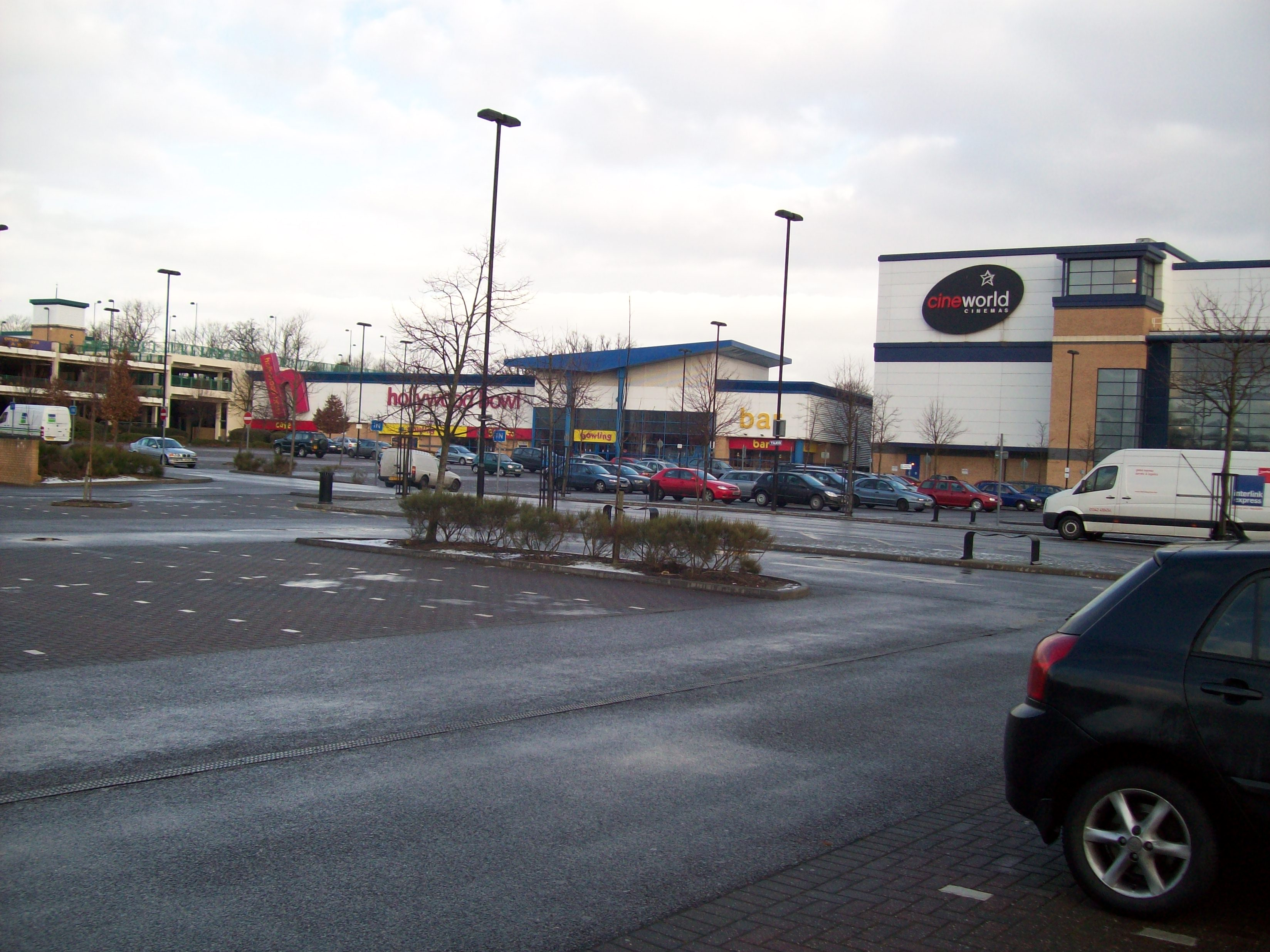
Il centro per il tempo libero di Crawley con l'Hollywood Bowling e il cinema multisala Cineworld.

Il centro sportivo e per il tempo libero della città, il Crawley Leisure Centre, si trovava all'inizio in Haslett Avenue, nel quartiere di Three Bridges. I lavori per la sua costruzione vennero iniziati nel corso dei primi anni degli anni sessanta, attraverso l'inaugurazione di una grande piscina nel 1964. Il centro è stato ulteriormente ampliato nel 1967 per includere uno complesso per l'atletica leggera, ed una grande palestra poi inaugurata nel 1974, sia dal sindaco della città Ben Clay che dal Primo Ministro Harold Wilson. Il centro è poi diventato troppo piccolo per i fabbisogni della città, anche dopo la costruzione nel 1984 di una succursale nel distretto di Bewbush, la cui apertura fu al centro di una controversia per un invito, ritirato poi all'ultimo momento, della partecipazione alla corsa dei 1.500 metri dell'atleta sudafricano, Zola Budd, il quale era solito correre a piedi scalzi.
Il Crawley Leisure Centre fu poi chiuso nel 2005 e rimpiazzato da una nuova struttura, il K2 Leisure Centre, ubicato nella zona del campus del Thomas Bennett Community College, nei pressi del Broadfiled Stadium. Aperto al pubblico
dal 14 novembre 2005, ufficialmente inaugurato solo il 24 gennaio 2006 da Lord (Sebastian) Coe, il centro comprende la sola piscina olimpionica di tutto il sud-est d'Inghilterra. Nel marzo del 2008 il centro è stato qualificato centro di allenamento per le Olimpiadi 2012 di Londra.

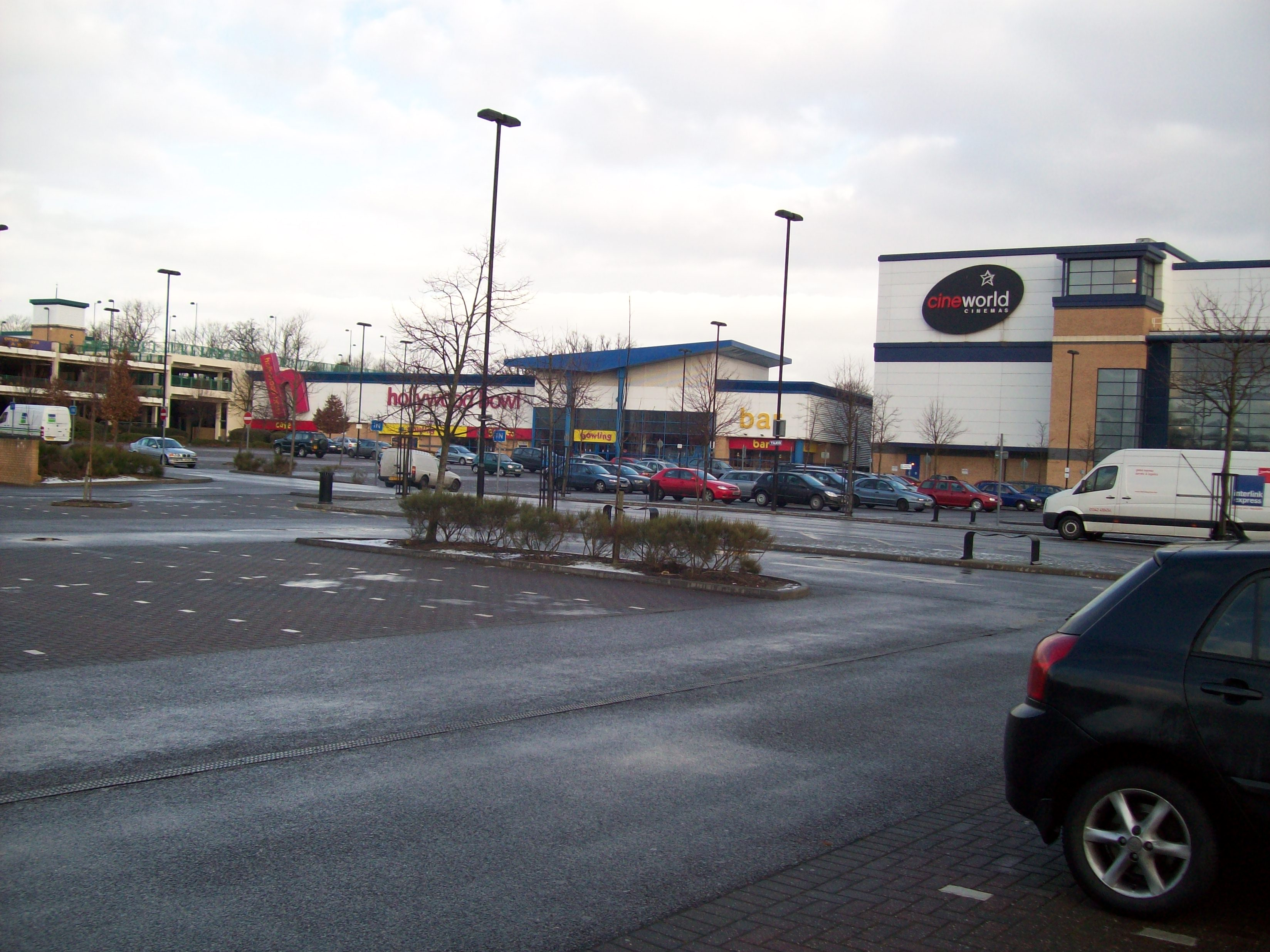
Il centro per il tempo libero di Crawley con l'Hollywood Bowling e il cinema multisala Cineworld.

La Development Corporation, il vecchio consorzio per la costruzione della nuova città dagli anni cinquanta agli anni settanta, non ha fatto né previsioni né progetti per la futura costruzione di un punto di ritrovo per gli artisti della New Town. I centri per la comunità dei rispettivi vicinati e il Tilgate Forest Recreational Centre, erano gli unici punti di ritrovo usati per le attività culturali fino al 1988, con la costruzione del nuovo teatro e luogo di ritrovo dedicato agli artisti denominato The Hawth.
Il primo cinema della città, situato su Brighton Road, fu l'Imperial Picture House, In attività dal 1909 fino agli anni quaranta, a rimpiazzarlo fu il nuovo cinema Embassy su High Street aperto al pubblico nel 1938. Un grande cinema multisala, il Cineworld, facente parte del vecchio complesso del Crawley Leisure Park, fu aperto al pubblico negli anni sessanta. Include un bowling, diversi ristoranti, bar e un centro fitness.
Ogni quartiere possiede il proprio spazio di verde pubblico. Vi sono inoltre diversi giardini pubblici più grandi, sparsi un po' per tutta la città. I Memorial Gardens, a est di Queen's Square, organizzano di tanto in tanto gallerie d'arte a cielo aperto, sono anche dotati di altalene, scivoli ed altri giochi per bambini, inoltre si trova un monumento in commemorazione dei caduti nei bombardamenti del 1943 e 1944. Il Goffs Park, nel quartiere di Southgate, copre un'area di 50 acri (20 ettari) ed è caratterizzato da laghetti usati anche per corsi di barca a vela per bambini e da un trenino per bambini. Il Tilgate Park and Nature Centre è una serie di giardini recintato da muri, laghetti, larghe zone boscose con sentieri e percorsi a cavallo, un campo da golf ed una piccola collezione di animali e volatili.

## Patrimonio e musei
Il Museo di Crawley si trova nel Goffs Park. Nel museo sono in mostra reperti dell'Età del bronzo e dell'Età del ferro così come altre suppellettili e parti del Vine Cottage, un vecchio edificio con ossatura in legno, tipico dell'Inghilterra, la vecchia residenza dell'editore della rivista Punch, Mark Lemon. L'edificio fu poi demolito per dare spazio all'ipermercato dell'ASDA sulla Robinson Road.
Crawley ha tre edifici classificati di Grado I (la chiesa di St Margaret a Ilfield, la chiesa di St Nicholas a Worth, la Friends Meeting House nella Langley Lane a Ilfield), 12 edifici di Grado II* e 79 edifici di Grado II.

## Cultura

### Istruzione
Le scuole primarie e secondarie sono state riorganizzate nel 2004 dopo la riforma della Local Education Authority, con cui si è deciso di suddividere la scuole in solo due parti: la scuola primaria e la scuola secondaria.. Fin dalla sua ristrutturazione, Crawley possedeva 17 scuole primarie e 8 tra asili e scuole elementari. Molte di queste sono state inaugurate, oppure hanno cambiato denominazione dopo la riforma della Local Education Authority. L'educazione secondaria è fornita dalle seguenti scuole:
- Ilfield Communtiy College
- Hazelwick School
- Holy Trinity Church of England School
- Oriel High School
- St Wilfrid's Catholic School
- Thomas Bennett Community College

Tutte possiedono una sixth form, la più recente sixth form venne inaugurata nell'Oriel High School nel settembre del 2008. Le scuole di Ilfield e del Thomas Bennett College sono convenzionate al programma di educazione per adulti della Local Authority.Gli scolari bisognosi di cure speciali sono tutti dirottati verso le scuole di Manor Green Primary School e del Manor Green College.
L'istruzione superiore è fornita dal Central Sussex College. Aperto nel 1958 con il nome di Crawley Technical College, si è fuso con altri collegi locali per dare vita, nell'agosto 2005, al nuovo istituto. Il collegio coopera con le Università di Chichester e del Sussex, nel 2004 è stato proposto un distaccamento della University of Sussex.

## I media
I giornali locali di Crawley sono tre, due dei quali hanno una lunga storia. Il Crawley Observer è stato inaugurato nel 1881 sotto il nome di Simmons Weekly Advertiser, poi diventato, Sussex & Surrey Courier, Crawley and District Observer e finalmente nel 1983, semplicemente, Crawley Observer. Il giornale è di proprietà della Johnston Press.
Il Crawley News venne pubblicato a partire dal 1979, prendendo il posto del vecchio Crawley Advertiser che nell'1982 ha poi chiuso.. Quest'altro giornale è di proprietà del gruppo aziendale del Trinity Mirror ed è distribuito gratis. Nel settembre del 2008 la Johnston Press ha dato vita a un giornale a largo foglio (broadsheet) chiamato il Crawley Times, prendendo spunto dal giornale locale della città di Horsham, il West Sussex County Times, dedicato alle aziende e alle ditte del luogo.
La città è servita dalla versione regionale della BBC e della ITVm servita dai trasmettitori del Crystal Palace e di Reigate.
La radio locale Radio Mercury ha iniziato a trasmettere il 20 ottobre 1984 dalla Broadfield House di Crawley. Ora, questa stazione è di proprietà della Gcap Media e trasmette con il nome di Mercury FM dalla Kelvin Way di Crawley. Il gruppo ha una stazione gemella, la Classic Gold Digital 1251 che trasmette sulla frequenza a onde medie. La radio locale della BBC, parte nel 1993, ed è emanazione della BBC Radio Sussex; questa è poi diventata parte della BBC Southern Counties Radio a seguito della fusione, nel 1994, con la BBC Radio Surrey..

## Quartieri
- Langley Green
- Northgate
- Pound Hill
- Maidenbower
- Furnace Green
- Tilgate
- Broadfield
- Bewbush
- Ifield
- West Green
- Gossops Green
- Southgate
- Three Bridges